# بوليطيات
رتبة البوليطيات أو رتبة الهزنوعيات (الاسم العلمي: Boletales) هي رتبة من الفطريات تتبع الطائفة الغاريقونانية من شعبة الفطريات الدعامية.